# フェデリコ・ファジン
フェデリコ・ファジン（伊: Federico Faggin、1941年12月1日 - ）は、イタリア生まれの物理学者にして電気工学者であり、世界初のマイクロプロセッサの設計に関わり、Intel 4004 の開発プロジェクトとマーケティングを成功に導いたことで知られている。インテルの初期の5年間、マイクロプロセッサ設計の中心的人物として働いた。その後の5年間、世界初のマイクロプロセッサ専業メーカーであるザイログを創立し、CEO として同社を先導した。

## 経歴
ヴィチェンツァ生まれ。パドヴァ大学で物理学の博士号を取得。19歳で技術系の高校を卒業すると、オリベッティに就職し、小型コンピュータの設計開発に携わった。その後大学を出ると、SGSフェアチャイルドに就職し、SGSとしては初のMOSプロセス技術を開発し、最初の集積回路を設計した。1968年、アメリカのパロアルトに移住し、フェアチャイルドセミコンダクターに就職。そこでも MOS 関連の技術を開発し、今日のCMOSチップの基礎を築いた。フェアチャイルドでは Silicon Gate Technology を使った世界初の商用集積回路（Fairchild 3708）を生み出した。
1970年、彼はインテルに移り、テッド・ホフ、スタンレー・メイザー、（顧客企業ビジコンから来ていた）嶋正利らと共に、電卓用の新アーキテクチャを生み出した。ファジンはそのプロジェクトリーダーとなり、数ヶ月に渡って検討が繰り返された。ファジンは独力で従来にはなかったランダム論理チップ設計の方法論を生み出し、それがマイクロプロセッサの基礎となった。彼は 4004 (MCS-4) の論理回路の設計だけでなくチップ内のレイアウトも行った。4004 を検査するためのテスターも作り、4004 が電卓以外の用途でも使えることを証明した（ホフやメイザーは 4004 は電卓以外には使えないと考えていた）。この製品の製造は予定通り行われた。この開発にあたって、ファジンを補佐したのが嶋正利であった。嶋は、開発の進捗をチェックするために日本から数名の技術者と共に来ていた。ファジンはまた、ロバート・ノイスにこのチップの独占使用権条項を無くすよう進言し、それによって 4004 はビジコン以外にも販売できるようになった。
ファジンが生み出した設計方法論は、インテルの初期のマイクロプロセッサに適用された。8008 の開発は、1970年3月に Hal Feeney に割り当てられていたが、4004 が完成するまで開発が中断された。1971年1月、8008 の開発が再開され、Feeney はファジンの指導の下で詳細設計を行った。8080 と 4040 のアーキテクチャ設計はファジンによるもので、ファジンはこれらの開発責任者であった。1974年末、ファジンはインテルを退職し、Ralph Ungermann と共にザイログを創立。MOS研究開発部門の責任者となった。同部門には約80名の技術者がいて、十数の製品が同時に開発されていた。
ザイログは世界初のマイクロプロセッサ専門企業であった。インテルは基本的にはメモリ製造が中心だった。嶋正利はザイログに合流し、ファジンの下で Z80 のアーキテクチャ設計を行った。ファジンは 1980年までザイログの社長兼 CEO を務めた。1982年、個人用通信機器企業 Cygnet Technologies, Inc. を創立し、1986年まで同社の社長兼 CEO を務めた。1985年、Synaptics を創立して CEO となり、タッチパッドの製造販売を行った。現在はイメージセンサを製造する Foveon Inc. の CEO である。Synaptics とザイログの会長も務めている。

## Silicon Gate Technology に関する論文
- Faggin, F., Klein, T., and Vadasz, L. :"Insulated Gate Field Effect Transistor Integrated Circuits with Silicon Gates", Federico Faggin presented the Silicon Gate Technology he developed at Fairchild at the IEEE International Electron Device Meeting.  Washington, D.C., 1968年10月
- Federico Faggin and Thomas Klein.: "A Faster Generation of MOS Devices with Low Thresholds is Riding the Crest of the New Wave, Silicon-Gate IC's". The cover features the Fairchild 3708, the world's first commercial integrated circuit using Silicon Gate Technology, designed by Federico Faggin at Fairchild in 1968."Electronics", 1969年9月29日
- F. Faggin, T. Klein: "Silicon-Gate Technology".  "Solid State Electronics", 1970年, Vo. 13, pp. 1125-1144

## 世界初のマイクロプロセッサ MCS-4 に関する論文
- F. Faggin and M. E. Hoff: "Standard Parts and Custom Design Merge in a Four-chip Processor Kit". "Electronics" , 1972年4月24日
- F. Faggin, et al: "The MCS-4 An LSI Microcomputer System".  "IEEE 1972 Region Six Conference"

## 受賞歴・栄誉
- 1988年: マルコーニ賞(Marconi International Fellowship Award) （現代の通信の基盤となっているマイクロプロセッサ実装に関する先駆的貢献に対して）
- 1988年: Golden Medal for Science and Technology （イタリアの首相から授与）
- 1988年: "Grande Ufficiale" の称号 （イタリア共和国大統領から）
- 1994年: IEEE W. Wallace McDowell Award （Silicon Gate Process の開発、世界初の商用マイクロプロセッサの開発によるコンピュータ業界への多大な貢献に対して。これはこの50年間で最も重要な開発の1つであった）
- 1994年: 計算機科学名誉博士号（ミラノ大学）
- 1996年: Ronald H. Brown American Innovator Award （テッド・ホフ、スタンレー・メイザーと共同受賞）
- 1996年: Lifetime Achievement Award （P.C. Magazine）
- 1997年: 京都賞先端技術部門 （テッド・ホフ、スタンレー・メイザー、嶋正利 と共同受賞）
- 1996年: アメリカでの発明者の殿堂入り （ホフ、メイザーと同時）
- 1997年: George R. Stibitz Computer Pioneer Award （American Computer Museum より。ホフ、メイザーと共同受賞）
- 2001年: Dr. Robert Noyce Memorial Award （Semiconductor Industry Association より。ホフ、メイザーと共同受賞）
- 2003年: 電子工学名誉博士号 （University of Rome Tor Vergata、イタリア）
- 2003年: AeA/Stanford Executive Institute Award for Outstanding Achievement in the High Tech Industry by an Alumnus
- 2006年: European Inventor of the Year, Lifetime Achievement Award （European Patent Office より）
- 2009年: アメリカ国家技術賞（ホフ、メイザーと共同受賞）